# Питер Пэн и пираты
Питер Пэн и пираты — американский мультипликационный сериал из 65 серий, снятый по мотивам книги Дж. М. Барри «Питер Пэн», был показан  кинокомпанией Fox Broadcasting Company в период с сентября 1990 по декабрь 1991 года.

## Сюжет
Сюжет сериала в равной степени сосредоточен как на Питере Пэне, так и на пиратах.  Капитан Крюк и мистер Сми традиционно являются отрицательными героями, которым уделено внимание в истории, но в сериале фигурируют и другие члены экипажа (Роберт Маллинс, Альф Мейсон, Джим Старки, Билли Джукс и Куксон), все они представлены в качестве самостоятельных персонажей. Реальная сила, с которой приходится считаться — капитан Крюк — мощный, темпераментный, интеллигентный, умный, и обаятельный пират с ненасытной жаждой мести. Также, конечно, есть и много положительных героев, то есть, Венди, Майкл, пропавшие мальчишки, индейцы, Тигровая Лилия и.т.д.

## Описание

### Главные герои
Питер Пэн (озвучивает Джейсон Марсден) — главный герой. У него темно-каштановые волосы, забранные в маленький хвост. Питер в этой версии носит одежду темно-коричневого цвета, что и отличает его от других версий. Он всегда принимает вызов на игры и приключения независимо от того, как это может быть опасно. Особенно ему нравится его конфронтации с капитаном Крюком. Несмотря на свою дерзость, безрассудство, в конце концов Питеру всегда удается победить.
Венди Дарлинг (озвучена Кристиной Лэнг) — девочка, которая носит розовое платье, имеет короткие, черные волосы, носит венок из цветов. Она старшая сестра Джона и Майкла Дарлингов. Она возлюбленная Питера.
Джон Дарлинг (озвучивает Джек Линч) — средний ребёнок Дарлингов, брат Венди и Майкла. У него светло-каштановые волосы и тёмная шапочка, с которой не расстаётся.
Майкл Дарлинг (озвучен Уитби Хертфорд) — самый младший ребёнок Дарлингов. У него коричневые, вьющиеся волосы и всегда носит пижаму.
Динь-Динь (озвучена Деби Дерриберри) — рыжая фея Питера. Много лет влюблена в Питера и следовательно ревнует его к Вэнди.

### Потерянные мальчишки
Чуточка (или Слегка) (озвучивает Скотт Менвилл) — блондинистый потерянный мальчишка, который носит шапку в форме головы попугая. Он постоянно использует слово «Чуточку» в своих предложениях.
Задавака (озвучивает Адам Карл)
Близнецы (озвучивает Майкл Бэколл и Аарон Лор) — два потерянных мальчика, которые не во всем идентичны. Их главные отличия — это во-первых конечно рост и цвета волос и кожи. Но несмотря на внешние различия, они оба очень изобретательны и заканчивают предложения друг друга.
Кудряш (озвучен Джош Китон)
Шалун (озвучивает Крис М. Олпорт) — младший из Потерянных мальчишек, который носит шапку в виде панды на голове и у него черные пятна вокруг глаз.

#### Другие
Индейцы 
Большая/Маленькая Пантера (озвучивал Майкл Уайз) — индейский вождь и отец Тигровой Лили и Неуловимого/Непобедимого.
Тигровая Лилия (озвучивала Кри Саммер) — дочь Большой/Маленькой Пантеры и сестра Неуловимого/Непобедимого. Она и её брат иногда помогают Питеру и остальным, в их приключениях.
Неуловимый/Непобедимый (озвучивал Аарон Лор) — сын Большой/Маленькой Пантеры и брат Тигровой Лилии.
Девочка с Луны (озвучивала Кэт Суси) — блондинка в бирюзовом платье, которая живёт на луне и отвечает за смену дня и ночи.
 Джейн Дарлинг — дочь Вэнди из будущего. Она появляется в фильме «Забытые воспоминания Питера Пэна».

### Злодеи
Пираты 
Капитан Крюк (озвучивает Тим Карри) — главный антагонист серии, который является заклятым врагом Питера Пэна. Как подразумевает его титул, Джеймс Крюк является главой его пиратской команды. Хотя он хорошо известен своим безжалостным и гнусным характером, в этой интерпретации личность Крюка является более сложной, и во многом, более близкой к той, что описана в книге-первоисточнике Барри. Вместо привычного образа капитана Крюка (Длинные черные волосы и усики), здесь он чисто выбрит и носит белый напудренный парик. В свободное время играет на клавесине.
Сми (озвучивает Эд Гилберт) — боцман «Весёлого Роджера», разговаривает с ирландским акцентом. Слабоволен, но тем не менее он — самый преданный человек Капитана Крюка, за что скорее всего и получил своё звание.
Джим Старки (озвучивает Дэвид Шонесси) — пират благородного происхождения, скорее всего француз. Среди пиратов он одет по-настоящему элегантно, более роскошно, даже чем сам капитан Крюк. Имеет хитрый, аристократический характер.
Роберт Маллинс (озвучивает Джек Энджел) — лейтенант «Веселого Роджера», родом из Бруклина. Очень суеверен, а также страдает наземной болезнью, будучи привыкшим к качке на корабле. Тем не менее, среди остальных слуг-пиратов, он пожалуй, самый грубый и циничный, такой же злой, как и сам капитан. Также, он довольно хорошо сражается на мечах.
Куксон (озвучивает Джек Энджел) — бесталанный кок на шхуне капитана. Грек, совершенно не умеет петь.
Альф Мейсон (озвучивает Тони Джей) — неумелый столяр на «Веселом Роджере», среди пиратов самый глупый. Носит с собой деревянную киянку..
Билли Джукс (озвучивает Юджин Уильямс) — юнга-изобретатель и канонир на корабле капитана. Когда его только взяли в команду, над ним все издевались, за то что он самый юный. Правда, в одной  серии, он помогал главному герою (то есть) Питеру Пэну с целью изобрести новую, впечатляющую машину на колесах.
Другие 
Капитан Пэтч — он же Пэтч Крюк, старший брат Джеймса Крюка, убитый им много лет назад из-за того, что они не поделили добычу. Питер, Джон и Слегка нашли изумруд в сундуке, и тем самым призвали дух капитана Пэтча, вместе с его кораблём, который поклялся отомстить за свою смерть.

## Список эпизодов
1. Самый холодный удар (Coldest Cut of All)
2. Живые картинки (Living Pictures)
3. Ночная река (River of Night)
4. Каменный Чуточка (Slightly in Stone)
5. Гребень (The Rake)
6. Подсудимый Питер (Peter on Trial)
7. Ветер и Великий Барс (The Wind and the Panther)
8. Охота за сокровищами (Treasure Hunt)
9. Ощипывание коротышки Тома (The Plucking of Short Tom)
10. Сон (The Dream)
11. Гибель Крюка (The Demise of Hook)
12. Пиратские мальчишки, Потерянные пираты (Pirate Boys, Lost Men)
13. Погоня за смехом (After the Laughter)
14. Глупый Сми (Stupid Smee)
15. Главная пьеса (The Play’s the Thing)
16. Портрет матери Крюка (Hook’s Mother’s Picture)
17. Небольшая проблема (Wee Problem)
18. Рыцари Неверландии (Knights of Neverland)
19. Тени пиратов (Pirate Shadows)
20. Праздник сегодняшнего дня (Now Day Party)
21. Когда игры становятся смертельно опасными (When Games Become Deadly)
22. Вечная молодость (Eternal Youth)
23. Наперегонки (The Footrace)
24. Задавака и русалки (Nibs and the Mermaids)
25. Канун дня всех святых (All Hallow’s Eve)
26. Билли Джукс, пропавший мальчик (Billy Jukes, Lost Boy)
27. Таинственный шаман (The Phantom Shaman)
28. Шалун и дракон (Tootles and the Dragon)
29. Первая встреча (First Encounter)
30. Торренты (Slightly Duped)
31. Профессор Сми (Professor Smee)
32. Незваный сосед (Evicted!)
33. Девочка, которая живёт на Луне (The Girl Who Lives in the Moon)
34. Рождество Крюка (Hook’s Christmas)
35. Шалун Смелый (Tootles the Bold)
36. Крюк и шляпа (The Hook and the Hat)
37. Возрасты Пэна: Часть 1 (The Ages of Pan: Part 1)
38. Возрасты Пэна: Часть 2 (The Ages of Pan: Part 2)
39. Рубин (The Ruby)
40. Пятница, 13-е (Friday the Thirteenth)
41. Бессмертный Пэн (Immortal Pan)
42. Забытые воспоминания Питера Пэна (The Lost Memories of Peter Pan)
43. Доктор Ливингстон и капитан Крюк (Dr. Livingstone and Captain Hook)
44. Тщеславие, имя тебе — русалка (Vanity, Thy Name is Mermaid)
45. Большие гонки (The Great Race)
46. Смешной Кудряш (Curly’s Laugh)
47. Праздник на ярмарке (Mardi Gras)
48. Нигдешный ковчег (The Never Ark)
49. Крокодилица и часы (The Croc and the Clock)
50. Три желания (Three Wishes)
51. Дыра в стене (A Hole in the Wall)
52. Крюк — преданный сын (Hook the Faithful Son)
53. Венди и крокодилица (Wendy and the Croc)
54. Элементарно, мой дорогой Пэн (Elementary, My Dear Pan)
55. Фрау Швабрандель (Frau Brumhandel)
56. Игра в мяч (Play Ball)
57. Вечер Жюль Верна (Jules Verne Night)
58. Пират, который пришел пообедать (The Pirate Who Came to Dinner)
59. Нигдешний свиток (The Neverscroll)
60. Питер в Стране чудес (Peter in Wonderland)
61. День на ярмарке (A Day at the Fair)
62. Граф де Шавейн (Count De Chauvin)
63. Семимильные сапоги (Seven League Boots)
64. Шалун — невидимка (Invisible Tootles)
65. Письмо (The Letter)